# ACME Animation Factory
 (janvier 2016).
Si vous disposez d'ouvrages ou d'articles de référence ou si vous connaissez des sites web de qualité traitant du thème abordé ici, merci de compléter l'article en donnant les références utiles à sa vérifiabilité et en les liant à la section « Notes et références ».
ACME Animation Factory est un jeu vidéo de genre éducatif édité par Sunsoft et basé sur l'univers des Looney Tunes. Il est sorti sur Super NES en 1994 et permet de créer ses propres cartoons mettant en scène les personnages Looney Tunes. Il est compatible avec la souris Super NES.

## Fonctionnalités
On peut y créer ses propres cartoons Looney Tunes avec les personnages tels que Bugs Bunny, Daffy Duck, Porky Pig, etc. Il y a le choix de la musique, du décor, etc. Il y a même deux jeux (un Solitaire et une variation de Memory).